# Laura Miller
Pour les articles homonymes, voir Miller.
Laura Miller, née le 18 novembre 1958, est une femme politique américaine, maire de Dallas au Texas de 2002 à 2007 affiliée en tant qu'indépendante.

## Biographie
Laura Miller est née à Baltimore dans l'état du Maryland. Elle étudie à l'université du Wisconsin à Madison.
Ayant commencé sa carrière dans le journalisme elle se tourne ensuite vers la politique et élue au conseil de la ville de Dallas représentant Oak Cliff (en). 
Elle est élue maire de Dallas en 2002. Durant son mandat elle se bat pour faire baisser le taux de criminalité, améliore les finances publiques de la ville, lutte contre les discriminations basées sur l'orientation sexuelle et applique des mesures écologiques notamment en s'opposant aux usines à charbons. Elle annonce en 2007 ne pas se représenter en tant que maire et vouloir arrêter la politique.
En 2019, douze années après, elle tente sa chance une nouvelle fois pour la mairie de Dallas mais ne parvient pas à se faire élire.
Elle soutient la candidature de Joe Biden en 2020.